# Santa Isabel (Colômbia)
Santa Isabel é um município da Colômbia, localizado no departamento de Tolima.
Foi fundada em 12 de setembro de 1893, e em 1903 alcançou a categoria de município.